# Седьмая симфония (сериал)
«Седьмая симфония» — российский художественный сериал режиссёра Александра Котта, премьера которого состоялась 8 ноября 2021 года на телеканале «Россия». Рассказывает о премьере симфонии № 7 Дмитрия Шостаковича в блокадном Ленинграде. Главные роли в сериале сыграли Алексей Гуськов, Алексей Кравченко, Елизавета Боярская.

## Сюжет
Действие сериала происходит в блокадном Ленинграде в сентябре 1941 ― августе 1942 года. Центральное событие — репетиционный процесс и подготовка к премьере симфонии № 7 Дмитрия Шостаковича в Ленинградской филармонии Большим симфоническим оркестром Ленинградского радиокомитета под управлением Карла Элиасберга.
В качестве лирического отступления в сериале используются сцены в рубке Ленинградского радиокомитета, в которых Ольга Берггольц записывает для радиоэфира созданные ею в годы блокады стихотворения (по ошибке включены два стихотворения, написанные в 1940 году по случаю взятия Парижа и опубликованные только в 1967 году). Некоторые из этих стихотворений были увязаны Александром Коттом с основным сюжетом в качестве лирического комментария.
Список и описание серий
| № серии | Премьера   | Описание серии |
| ------- | ---------- | --- |
| 1       | 08.11.2021 | Действие сериала разворачивается в Ленинграде. Начинается блокада, идёт общая эвакуация. Для того, чтобы поддержать дух горожан в трудные времена, в городе остаётся Большой симфонический оркестр радиокомитета. Его дирижёром является Карл Ильич Элиасберг (Алексей Гуськов). Ему предлагают покинуть город, но он хочет остаться со своими музыкантами. К его жене Надежде Дмитриевне (Наталья Рогожкина) из ссылки приезжает брат. Супруги вынуждены укрывать его у себя в квартире. |
| 2       | 08.11.2021 | Дирижёру поручают исполнить Седьмую симфонию Дмитрия Шостаковича. Произведение очень сложное, и музыкантов, которые могли бы его сыграть, уже не осталось в городе. Многие умерли от голода, ушли на фронт или пропали без вести. Для поиска музыкантов привлекают лейтенанта Народного комиссариата внутренних дел СССР Анатолия Серёгина (Алексей Кравченко). |
| 3       | 09.11.2021 | Анатолий находит и уговаривает присоединится к оркестру флейтистку Веру Преображенскую (Елизавета Боярская). Следующий музыкант, который необходим для концерта — контрабасист Владимир Губко, находится на линии фронта со своей концертной бригадой. Серёгин и Элиасберг направляются к ним на фронт. Когда они доезжают, начинается обстрел. |
| 4       | 09.11.2021 | Серёгин встречает мужчину, который хочет продать найденную трубу. Лейтенант узнаёт, что инструмент принадлежал Андрею Елисееву, который ушёл на фронт добровольцем. Анатолий отправляется за ним. |
| 5       | 10.11.2021 | Музыкантов по прежнему не хватает. Лейтенант находит скрипачку, но её кандидатуру отвергает дирижёр. За новым музыкантом снова приходится ехать на фронт |
| 6       | 10.11.2021 | Оркестр лишается своего ударника — Валентин Петрович Чуркин перестаёт приходить на репетиции. Он вступил в отряд противовоздушной обороны и теперь должен «слышать» бомбардировщики врага по звуку двигателей. Дирижёр намерен вернуть его в оркестр. |
| 7       | 11.11.2021 | Концерт должен состояться 9 августа 1942 года. К группе Элиасберга присоединяется военный оркестр из Мурманска. Так как все музыканты в сборе, и его помощь больше не требуется, лейтенант планирует уйти на фронт, как давно мечтал. |
| 8       | 11.11.2021 | День исполнения Седьмой симфонии Шостаковича в блокадном Ленинграде становится всё ближе. Это событие ждут не только измученные жители города, но и вся страна. |

## Отличия сюжета от исторических событий
- В сериале есть сюжетная линия, связанная с арестом по ложному доносу пианистки Надежды Бронниковой осенью 1941 года. В действительности Бронникову не арестовывали[6].
- В сериале нет важного для премьеры симфонии момента: генерал Говоров отдал приказ подавить артиллерией огневые точки противника, чтобы тот не мог помешать концерту[7].
- Участие НКВД в организации премьеры сильно преувеличено. В действительности Элиасберг сам ездил на велосипеде к линии фронта, чтобы собрать бывших в армии музыкантов, тогда как в сериале это делает лейтенант НКВД Серёгин[8].

## В ролях
| Актёр                 | Роль                                                                   |
| --------------------- | ---------------------------------------------------------------------- |
| Алексей Гуськов       | дирижёр Карл Ильич Элиасберг                                           |
| Алексей Кравченко     | старший лейтенант НКВД Анатолий Серёгин                                |
| Елизавета Боярская    | флейтистка Вера Преображенская                                         |
| Наталья Рогожкина     | пианистка Надежда Бронникова жена Элиасберга                           |
| Тимофей Трибунцев     | альтист Леонид Клейман                                                 |
| Янина Студилина       | певица Лидия Клейман                                                   |
| Дарья Коныжева        | скрипачка Наталия (Туся) Черникова                                     |
| Наталья Ткаченко      | скрипачка Наталия Черникова в зрелом возрасте                          |
| Сергей Барковский     | скрипач Александр Романович Рейсин                                     |
| Лидия Вележева        | гобоистка Екатерина Прудникова                                         |
| Борис Смолкин         | ударник Валентин Петрович Чуркин                                       |
| Александр Шалимов     | ударник Жавдет Айдаров                                                 |
| Денис Лукичёв         | виолончелист Всеволод Маночкин                                         |
| Игорь Лепихин         | контрабасист Владимир Губко                                            |
| Данил Стеклов         | трубач Андрей Елисеев                                                  |
| Кирилл Ульянов        | тромбонист Лев Левицкий                                                |
| Сергей Фролов         | гобоист Павел Семёнов                                                  |
| Александр Безруков    | Нил Рогов                                                              |
| Анна Цуканова-Котт    | медсестра Анна                                                         |
| Игорь Ясулович        | вахтёр дядя Саша                                                       |
| Сергей Плотников      | офицер НКВД                                                            |
| Михаил Евланов        | комбат Виктор Грибовский                                               |
| Михаил Касапов        | Михаил брат Надежды Бронниковой                                        |
| Полина Филоненко      | воспитательница в детприёмнике                                         |
| Вадим Сквирский       | Дмитрий Шостакович                                                     |
| Виктория Толстоганова | Ольга Берггольц                                                        |
| Евгений Дятлов        | генерал-лейтенант артиллерии Леонид Говоров                            |
| Валерий Дьяченко      | Борис Загурский председатель Управления по делам искусств Ленинграда   |
| Андрей Феськов        | Константин Лавров аккордеонист Ленконцерта, возлюбленный Лидии Клейман |
| Сергей Заморев        | Павел Семёнович Васильев заведующий инструментальной мастерской        |
| Екатерина Унтилова    | Филатова                                                               |
| Александр Коршунов    | командир в прожекторном батальоне                                      |

## Создание и оценки
Производством сериала занимались компании «Нон-Стоп Продакшн» и «58,5 Продакшн». Основной саундтрек написал композитор Юрий Потеенко, в некоторых сериях звучат цитаты из классических произведений, запланированных оркестром Ленинградского радиокомитета к репертуару в сезоне 1941/1942 годов. Премьерный показ состоялся на телеканале «Россия» 8 ноября 2021 года.
Сериал получил противоречивые отзывы. По мнению обозревателя «Российской газеты», он возвращает публику «к большому советскому стилю, уже почти забытому, простодушному и, как говорят, олдскульному, но эмоционально накаленному и безошибочно действующему на непредвзято настроенного зрителя». При этом критик пишет о неоднородности сценария, рваном ритме повествования, «не всегда органичному саундтрек», «любви трогательной, но по-советски лишенной „химии“», «чрезмерностях в патетике и фортиссимо». Для рецензента портала «7дней.ру» «Седьмая симфония» — сериал «небезупречный, но человечный». В числе недостатков проекта этот критик называет «искусственно растянутую драматургию, не всегда уместную выхоленность», «притянутость за уши» персонажа-НКВДшника. Мнения зрителей, по данным «Аргументов и фактов», разошлись.
Несмотря на критику, в 2022 году «Седьмая симфония» получил премию «Золотой орел» в номинации «Лучший телевизионный сериал». В мае 2022 года на фестивале «Виват кино России!» она одержала победу в номинации «Лучший отечественный сериал».